# Andrés Bosch
Andrés Bosch Vilalta (Palma de Mallorca, 1926-Barcelona, 1984) fue un escritor, ensayista y traductor español, ganador del Premio Planeta en 1959.

## Biografía
De joven se trasladó a Barcelona donde se licenció en Derecho. Ejerció como abogado hasta 1961, fecha a partir de la cual se dedicó exclusivamente a la literatura.

## Obras

### Novelas
- La noche (1959)
- Homenaje privado (1961)
- La revuelta (1963)
- La estafa (1965)
- Ritos profanos (1967)
- El mago y la llama (1970)
- El cazador de piedras (1974)
- Mata y calla (arte de gobierno) (1977)
- El recuerdo de hoy (1982)

### Ensayo
- (En colaboración con Manuel García Viñó). El realismo y la novela actual. Universidad de Sevilla, 1973.

### Traducciones
- Erskine Caldwell. En busca del Bisco. Lumen, 1967.
- Scott O'Dell. La perla negra. Noguer, 1968. Reedición: Noguer y Caralt, 1996.
- William Styron. Las confesiones de Nat Turner. Lumen, 1968.
- André Breton. Manifiestos del surrealismo. Guadarrama, 1969.
- Marjorie Kellogg. Dime que me quieres, Junie Moon. Noguer, 1969.
- Muriel Spark. Una mujer al volante. Lumen, 1971.
- Isaac Bashevis Singer. Los herederos. Noguer, 1971.
- Vladimir Nabokov. Mashenka. Lumen, 1972.
- George Duncan Painter. Marcel Proust: biografía. Lumen, 1972. Reedición: Lumen, 1992.
- William Styron. Pabellón especial. Lumen, 1973.
- John Updike. Museos y mujeres. Noguer, 1974.
- John Updike. El regreso de Conejo. Noguer, 1975.
- Jean Rhys. Ancho mar de los Sargazos. Noguer, 1976. Reediciones: Bruguera, 1982; Anagrama, 1998; Círculo de Lectores, 2005.
- John Updike. Cásate conmigo. Noguer, 1977.
- Virginia Woolf. La señora Dalloway. Lumen, 1980 ISBN 978-84-264-4002-0
- Virginia Woolf. El cuarto de Jacob. Lumen, 1980. ISBN 978-84-264-1124-2
- Virginia Woolf. Entre actos. Lumen, 1980. ISBN 978-84-264-4004-4 Reediciones: Lumen, 1982-2008.
- Isaac Bashevis Singer. Un día de placer. Bruguera, 1981.
- Henry James. La copa dorada. Planeta, 1981. Reediciones: Aguilar, 2008; Alba, 2010.
- Frank Yerby. Mis dioses han muerto en Mississippi. GeoPlaneta, 1983.
- D. H. Lawrence. Mujeres enamoradas. Seix Barral, 1984.
- Yukio Mishima. Confesiones de una máscara. Seix Barral, 1985. Reedición: Diario El País, 2003.
- Gertrude Stein. Autobiografa de Alice B. Toklas. Lumen, 1992-2000.

## Premios
- Premio Planeta, en 1959, por La noche.
- Premio Ciudad de Barcelona, en 1961, por Homenaje privado.
- Premio Olimpia, en 1970, por El mago y la llama.